# Otão de Cicon
Otão de Cicon foi um nobre franco e barão de Caristo na ilha da Eubeia (Negroponte) na Grécia franca.

## Vida
Otão era filho de Tiago de Cicon e Sibila de la Roche, a irmã do primeiro duque de Atenas, Otão de la Roche. Após a morte de Tiago, o Senhorio de Cicon (localizado na área de Vanclans) passou em parte para o irmão de Otão, Ponce, enquanto Otão foi para a Grécia, onde em torno de 1250 tornou-se barão de Caristo no extremo sul da Eubeia. Na Guerra de Sucessão Eubeia, aliou-se com o príncipe da Acaia Guilherme II de Vilearduin, e armou uma galé para ajudá-lo.
Em 1261, após a retomada de Constantinopla pelos gregos bizantinos do Império de Niceia, o imperador latino fugitivo Balduíno II chegou na Eubeia. Lá, Otão emprestou-lhe 5 000 hipérpiros de ouro, que Balduíno depois devolveu ao, dentre outras coisas, dar-lhe o braço direito de São João Batista com que Jesus foi batizado. Otão enviou-o para a Abadia de Cister na Borgonha em 1263. Nada mais se sabe sobre ele depois disso. Ele aparentemente casou-se com Inês Ghisi, irmã (ou meio-irmã) de Geremia e André Ghisi, e teve ao menos um filho, Guidoto, que foi preso por Licário, o um renegado italiano em serviço bizantino, quando o último capturou Caristo em ca. 1277.